# Kirche von Vive

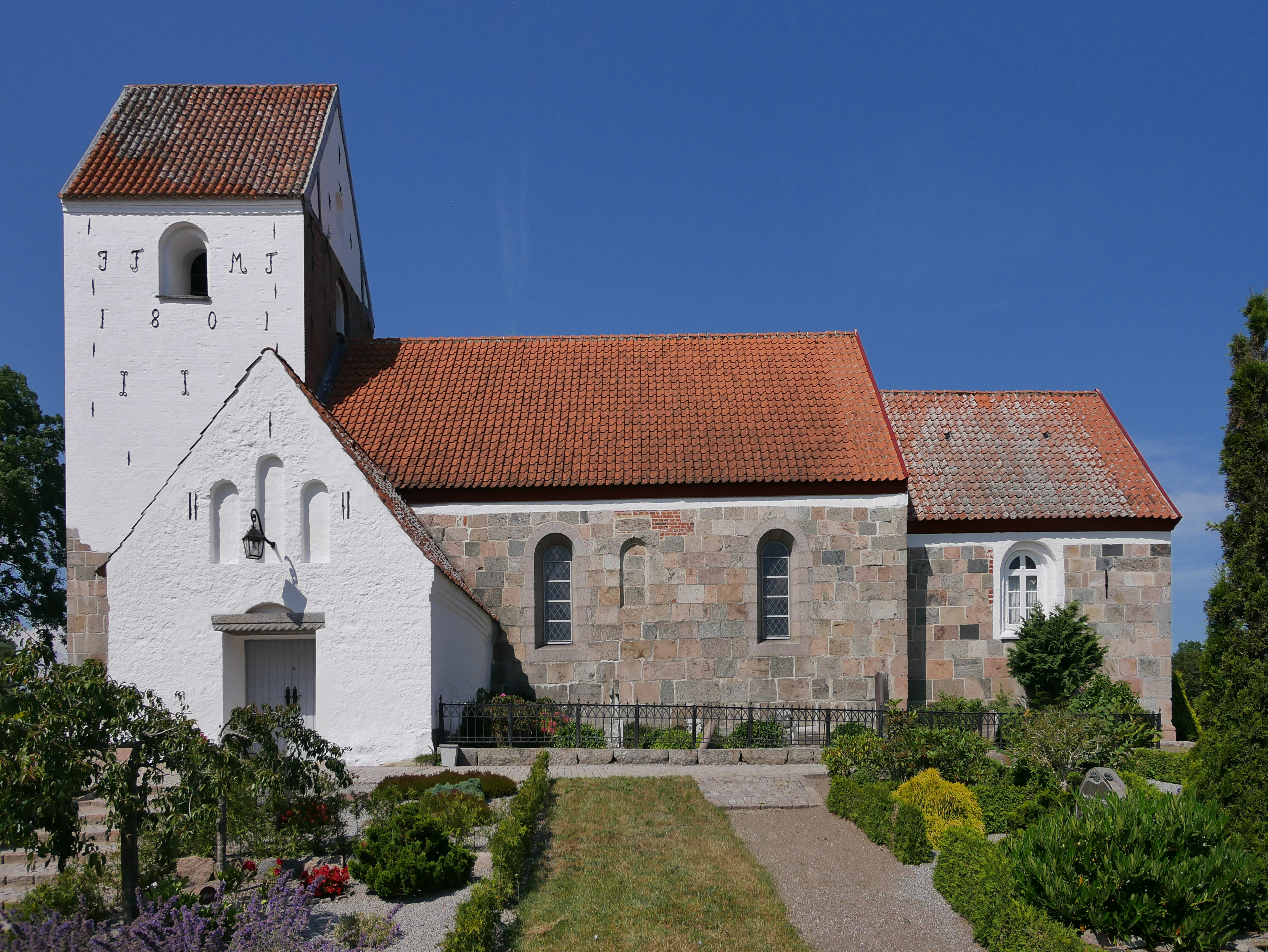
Kirche von Vive

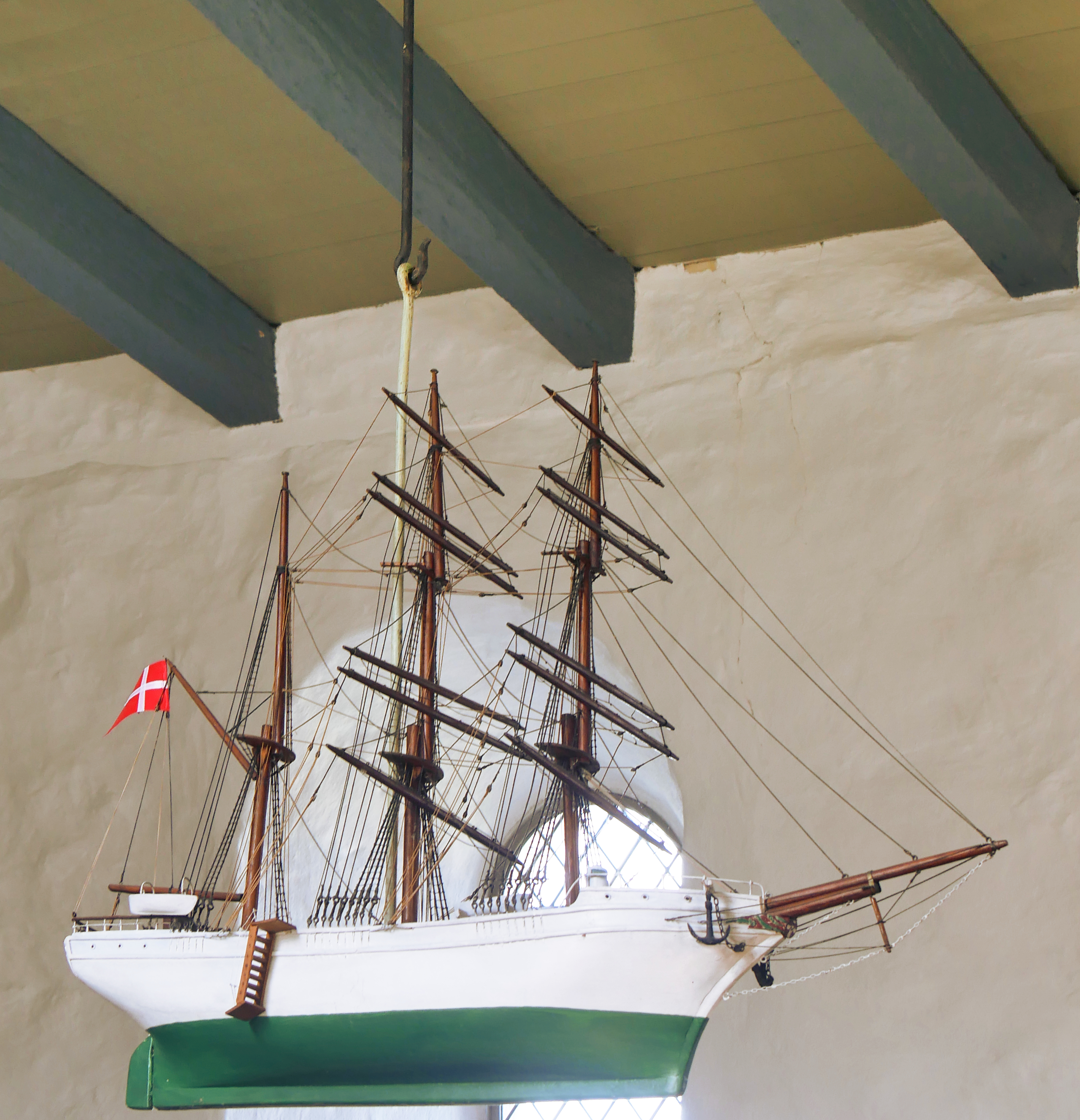
Votivschiff Dana

Die  Kirche von Vive befindet sich im Vive Sogn 4 km westlich von Hadsund in der Mariagerfjord Kommune der Region Nordjylland in Dänemark.

## Baugeschichte

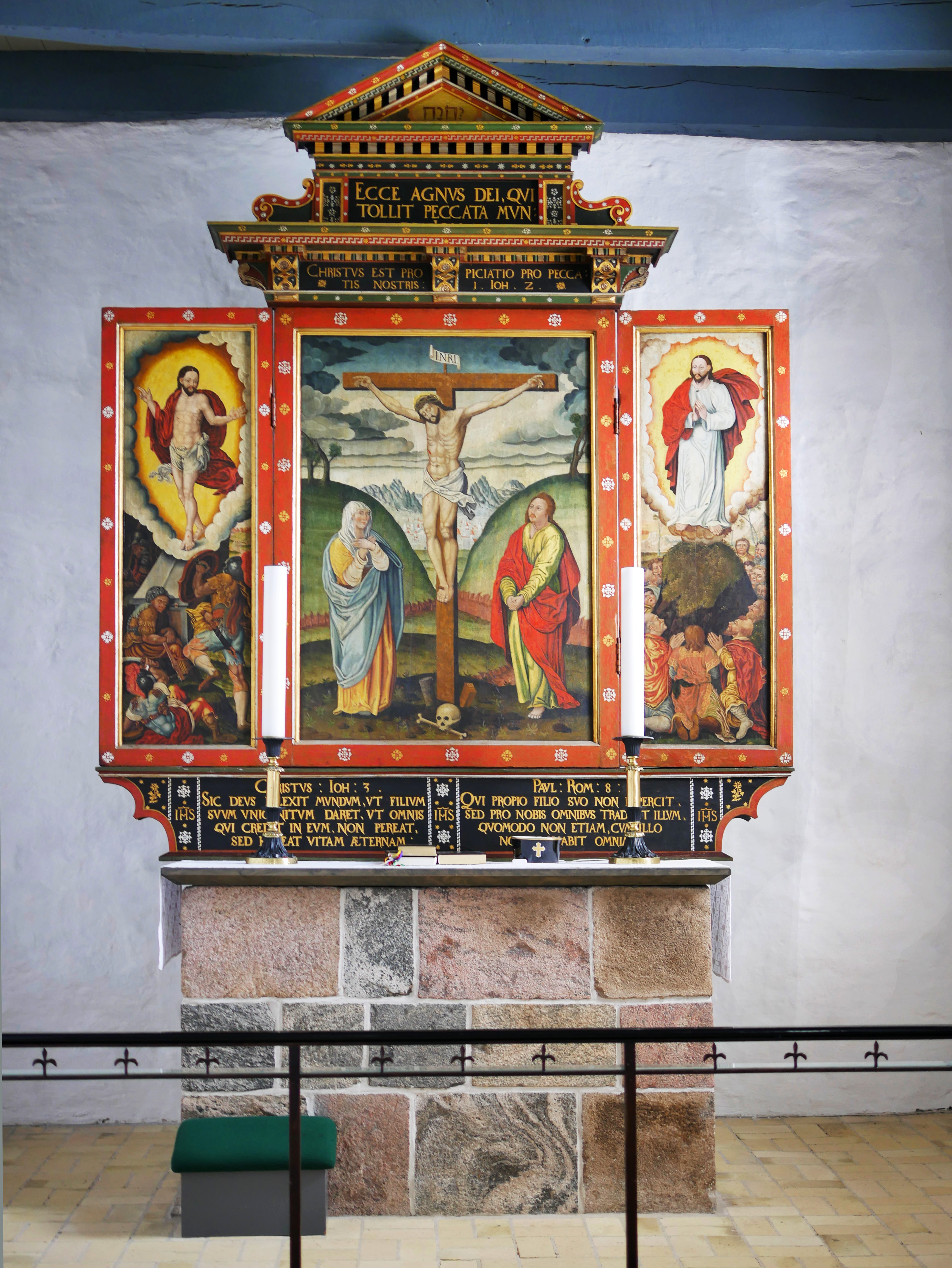
Altar

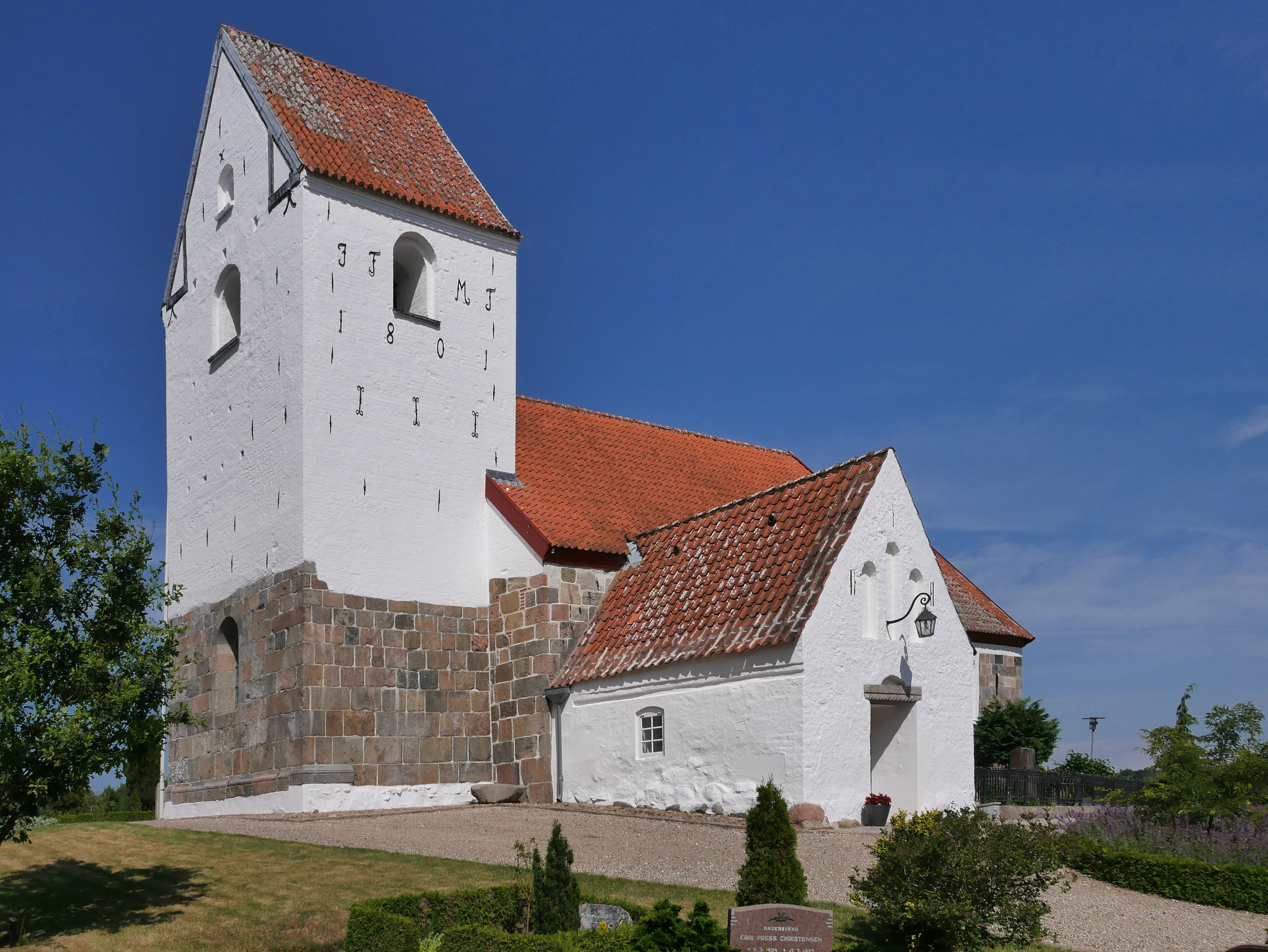
Turm und Kirche

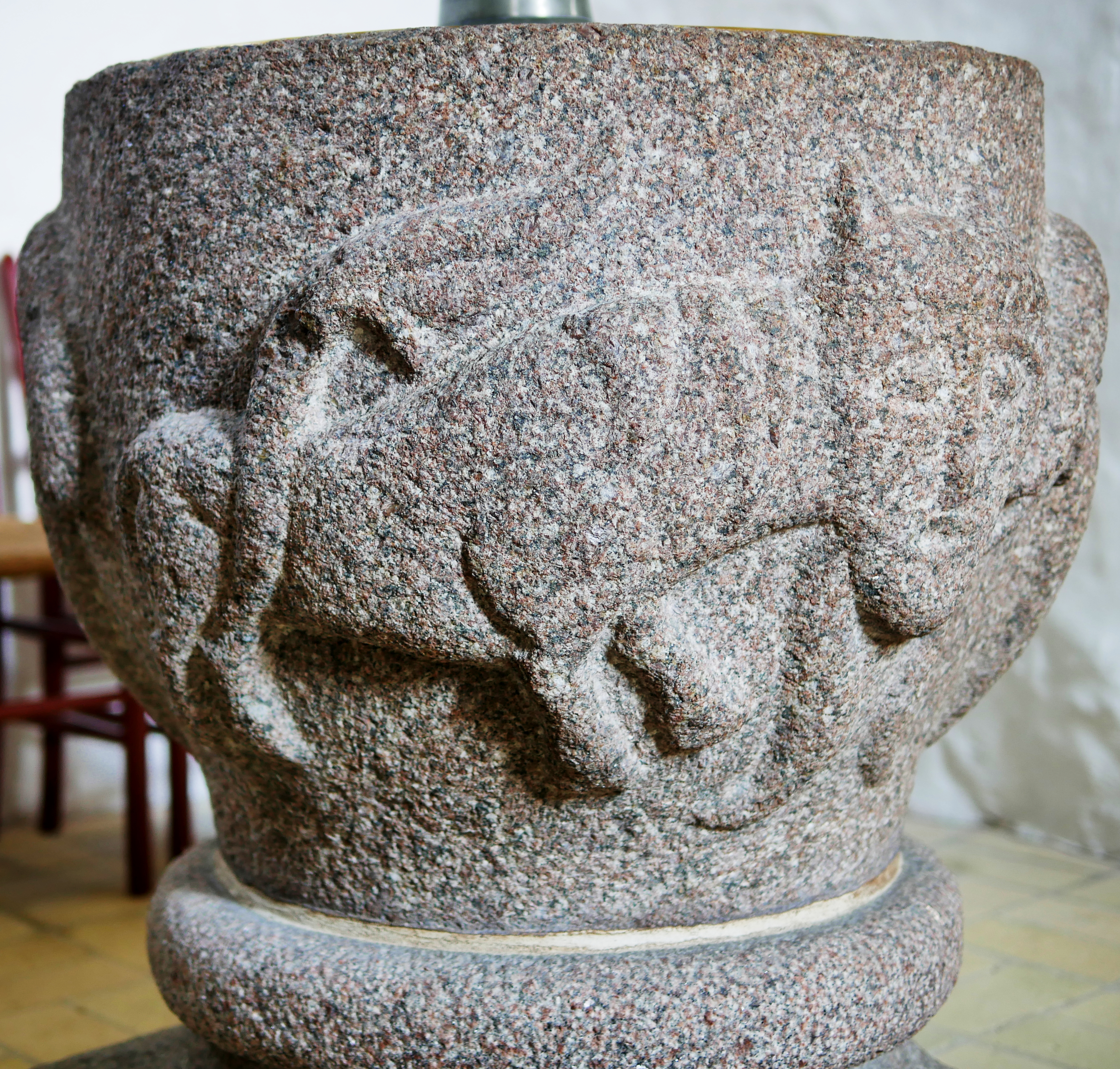
Taufstein

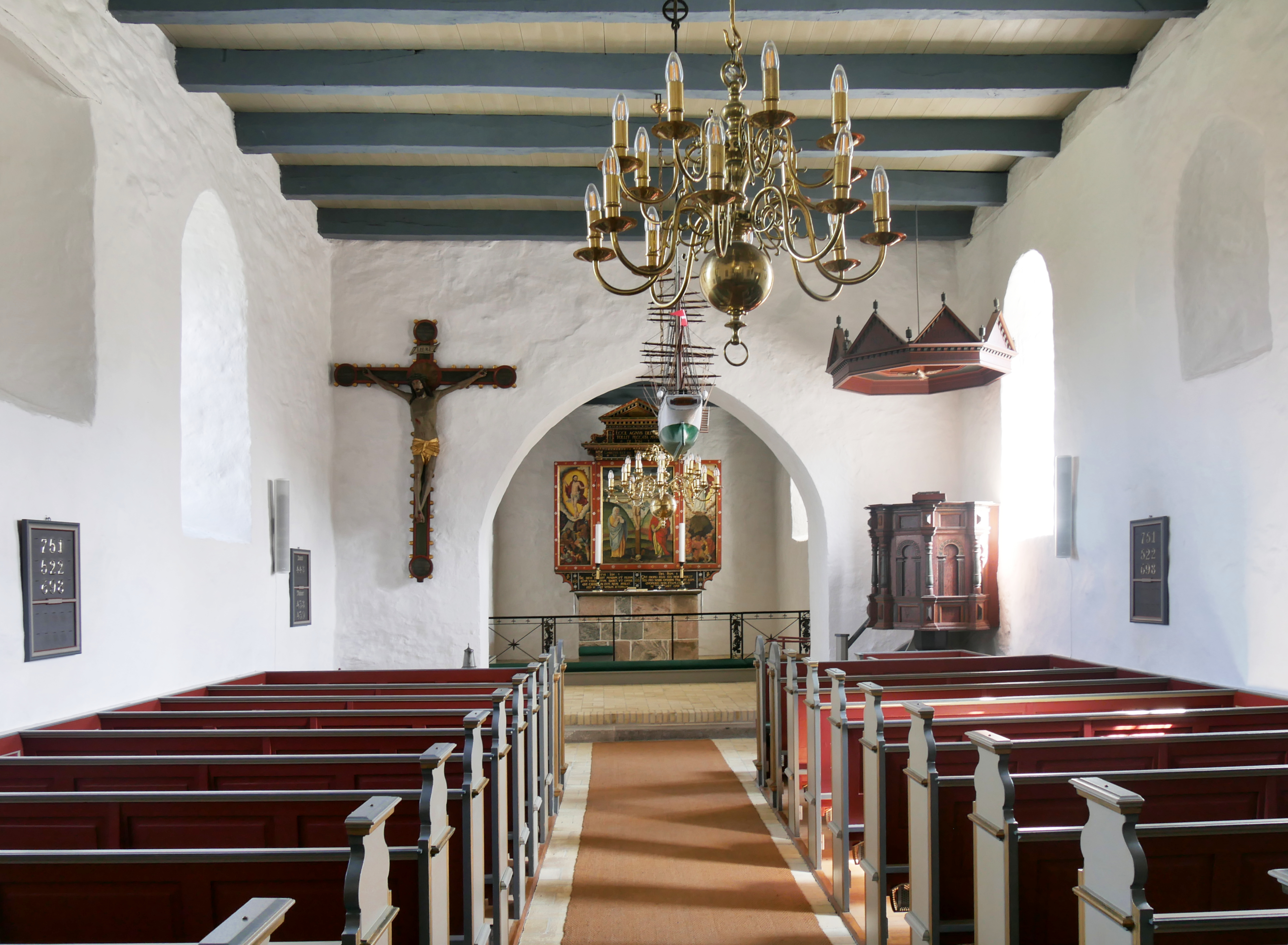
Schiff und Chor

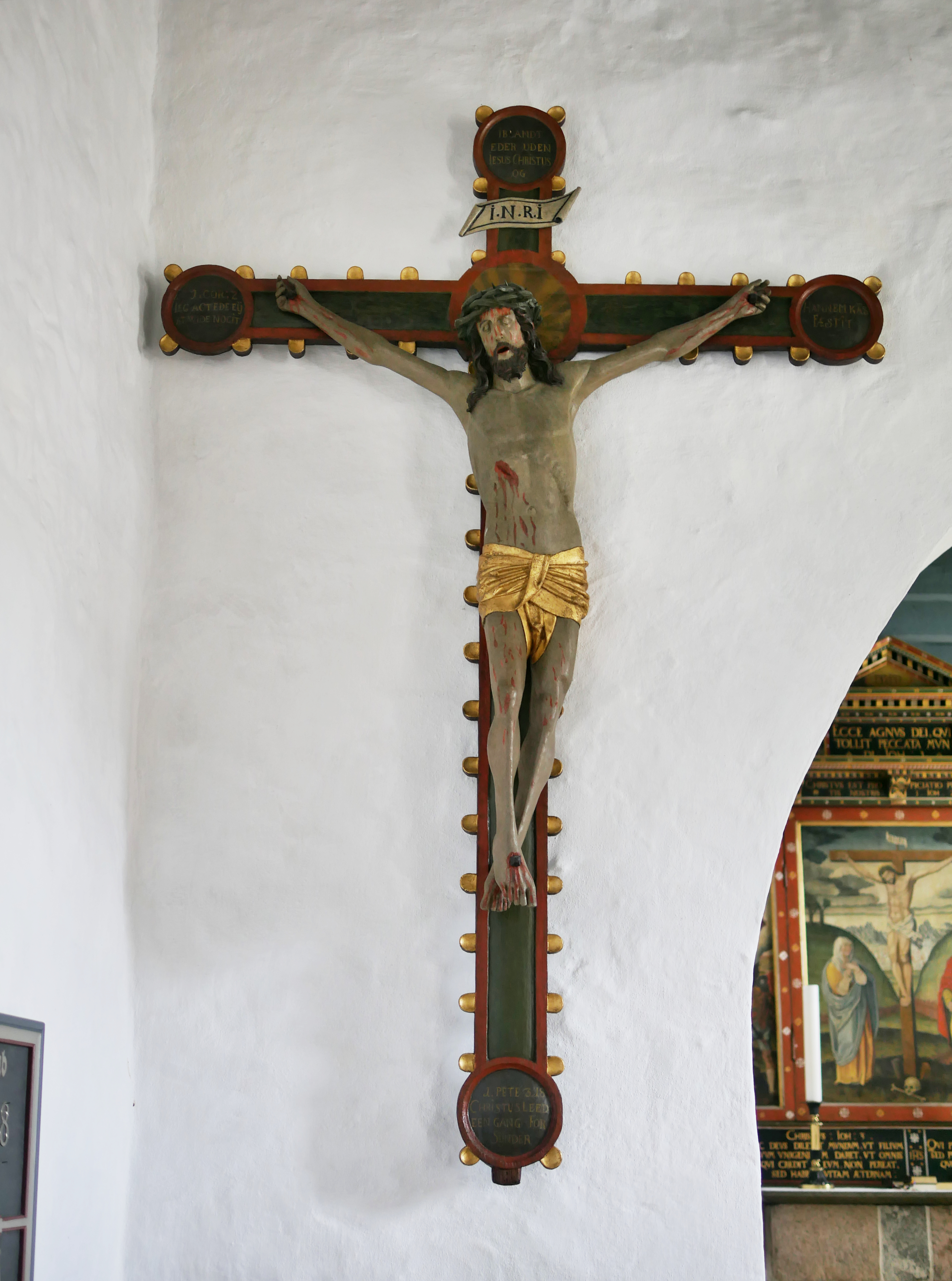
Kruzifix

Der um 1250 errichtete romanische Bau wurde aus behauenen Granit-Quadern errichtet. Auf der Nord- und Südfassade sowie am Chor sind Reste der originalen Fenster zu sehen.
Der später angebaute spätgotische Turm und die gleichzeitig errichtete Kirchenvorhalle sind mit weiß gekalkten Granit- und Backsteinen errichtet. Der Turm ist mit Mönch- und Nonnenziegeln gedeckt, was in Dänemark ziemlich selten ist. Die Dachsteine wurden auch bei der im Jahr 2000 erfolgten Renovierung erhalten. Auf der Nordseite des Turms führt eine eiserne Treppe auf etwa halbe Höhe. Auf sie folgt eine Treppe im Innenraum. 1801 wurden in den Turm zur Stabilisierung Maueranker eingezogen, die gleichzeitig als Schmuckelemente dienen. Die Glocke trägt die Inschrift: Gloria exezelsis Deo me fecit Friedrick Holtzmann, Haunia 1706.
Das Kirchenschiff ist 12,8 m lang, 6,4 m breit und 4,9 m hoch. Der anschließende Chor ist 6,0 m lang, 4,6 m breit und 4,4 m hoch.
Der romanische Triumphbogen wurde zur Zeit der Gotik zu einem Spitzbogen umgebaut. Die Kragsteine des romanischen Triumphbogens wurden im Unterbau des Turmes wiederverwendet.

## Ausstattung
Der Unterbau des Altars besteht aus Quadersteinen. Die Altartafel trägt auf der Rückseite die Inschrift: Mandrup Parsberg thil Hagesholm lod denne Taffle mall och sitte her i Houlbiere Kiercke. Aar efter Gudth Byrdt 1589. Der wohl für die Kirche von Houlbjerg in der heutigen Langå Kommune geschaffene Altar kam wahrscheinlich erst 1608 nach Vive. Das Gemälde auf der Vorderseite ist mit L.L.V.H. FECIT 1608 gezeichnet. Das Hauptbild zeigt die Kreuzigung, der Nordflügel die Auferstehung, der Südflügel die Himmelfahrt Christi. Auch der Altaraufsatz ist stammt von 1608.
Die Altartafeln wurden 1875 übermalt und 1940 vom Kirchenmaler Johs. Th. Madsens wieder freigelegt und restauriert. Die letzte Restaurierung fand 1995 statt.
Auf dem romanischen Taufstein findet sich vorn ein Löwenrelief mit spitzen Ohren. Auf ihm sitzen relativ weit hinten ein Grüner Mann – er hat die Beine eines Reiters, die nach oben statt in einen Körper in ein Arkanthusblatt auslaufen. Die Rückseite des Taufsteins zeigt eine dreimal gebogene Schlange, die Kopf und Zunge gegen den Kopf des Löwen richtet. Diese Symbolik bedeutet die Bedrohung des Löwen, der die Tugend symbolisiert, durch die Schlange (das Urvieh, der Leviatan). Über dem Taufstein und links des Triumphbogens hängt ein um 1500 geschaffenes Kruzifix. Das Kreuz selbst besitzt noch die originale Fassung, die Fassung des Korpus stammt aus dem 18. Jahrhundert. Die Vergoldung erfolgte 1941 durch Th. Madsen.
Das Votivschiff Dana machten Nelly und H.P. Venslev, Stone Lime Mill, 1949 der Kirche zum Geschenk. Den 1913 erworbenen Kronleuchter finanzierten Frauen der Gemeinde aus dem Verkauf von über den Winter hergestellten Handarbeiten.